# Свети Николай (Полилако)
„Свети Николай“ (на гръцки: Ιερός Ναός Αγίου Νικολάου) е възрожденска православна църква в населишкото село Полилако (Кинам), Егейска Македония, Гърция.

## История
Църквата е разположена на доминантно място в югозападния край на селото и е основната църква на Полилако. Изградена е в 1866 година. На 7 август 1907 година изгаря. През 1911 година храмът е обновен с по-големи размери. Църквата пострадва при Гревенското земетресение от 1995 година и затова до нея е изграден нов параклис, в който да се провеждат богослуженията. В 1997 година църквата е обявена за защитен паметник.

## Архитектура
В архитектурно отношение е трикорабна базилика с нартекс, женска църква и апсида на изток, украсена с каменна пластика. Дължината на църквата достига 20 m, ширината ѝ е 12 m, а височината е 6-8 m.
Във вътрешността има стенописи от началото на XX век и красив резбован иконостас от 1911 година.